# Сустиненте
Сустиненте (итал. Sustinente) — коммуна в Италии, располагается в регионе Ломбардия, подчиняется административному центру Мантуя.
Население составляет 2265 человек, плотность населения составляет 87 чел./км². Занимает площадь 26 км². Почтовый индекс — 46030. Телефонный код — 0386.
Покровителем населённого пункта считается Святой Рох.